# 熊本県経営コンサルタント協会
一般社団法人熊本県経営コンサルタント協会（いっぱんしゃだんほうじんくまもとけんけいえいコンサルタントきょうかい、英: Kumamoto Management Consultant Association）は、熊本県熊本市南区に事務局を置く、企業などの経営相談を経営コンサルタントに要請する際の支援組織である。

## 概要
2001年9月、熊本県経営コンサルティング協議会として設立し、有限会社エム開発センター代表取締役社長の簑田稔が会長に就任。
一般企業や公的機関の経営相談（社員教育、社内改善、販促協力、コストダウン、新規事業開拓、社内システム構築）を経営コンサルタントに要請・相談する時の連絡先・問合せ先の一つとして、一般企業・公的機関と経営コンサルタント会社・個人との接点、交流を増やすために設立された。